# Clément Desusclade
Clément Desusclade (né à Brousse dans le Puy-de-Dôme le 11 juin 1894 et mort à Paris 15e le 6 février 1943, fusillé au stand de tir de Balard par les Allemands) est un membre du parti communiste français.
En 1925, il est élu au Comité central du Parti communiste (PC). Il meurt en 1943, fusillé au stand de tir de Balard par les Allemands. Depuis la fin des années 1920, il n'était plus membre du PC.

## Biographie
- 1914 : classé dans le service auxiliaire, il est incorporé à la 22e section des commis et ouvriers d'administration, puis versé dans le service armé.
- 1916 : l'armée lui attribue la médaille militaire.
- 1917 : il est nommé caporal.
- 1919 : il est démobilisé.
- 1921 : la police le signale comme un militant de la 15e section de l'Association républicaine des anciens combattants (ARAC).
- 1922 : il suit les cours de l'École des propagandistes sur les instructions de la Fédération de la Seine du PC.
- 1923 : il participe à la création du groupe des "Amis de Georges Bruyère". En mai, la police relève sa présence lors de la manifestation au Mur des Fédérés.
- 1924 : lors des élections législatives, il est candidat pour le PC sur la liste Bloc ouvrier-paysan du 3e secteur de la Seine. En octobre, il est élu membre du comité fédéral de la Seine. Le mois suivant, il aurait été chargé de recueillir les adresses des Bulgares communistes résidant à Paris.
- 1925 : le congrès du PC de Clichy l'élit membre du Comité central. En avril, une perquisition est opérée à son domicile. En octobre, il refuse d'entrer au secrétariat du PC se jugeant "insuffisant".
- 1926 : il part en Syrie française, chargé d'une mission. En août, lors du comité régional de Paris, il vote contre la résolution sur la question russe. Il habite, alors, rue de Javel, à Paris 15e.
- 1927 : il devient président de la sous-section de presse du comité régional communiste.
- 1928 : il est candidat pour le PC aux élections, à Paris. Il avait accepté, pour ces élections, la résolution de la direction régionale, sauf, notamment, la tactique électorale. En juin, le Bureau politique (BP) évoque sa démission du comité régional.
- 1936 : alors qu'il n'est plus membre du PCF, il soutient, aux élections législatives, la campagne de candidats communistes.
- 1940 : il est employé comme auxiliaire au Ministère de la production industrielle et du travail.
- 1942 : il est arrêté par les autorités allemandes.
- 1943 : il est fusillé au stand de tir de Balard.

## Distinctions
- Médaille militaire